# Rudolf Liebe
Rudolf Liebe (†  1978) war ein deutscher Zahncremehersteller.

## Leben
Rudolf Liebe übernahm 1919 in Tetschen (Tschechoslowakei) von seinem Vater Willibald Liebe eine kleine pharmazeutische Firma. Liebe promovierte 1921 an der Schlesischen Friedrich-Wilhelms-Universität zu Breslau als Chemiker. Der Betrieb in Tetschen war 1895 als Zweigbetrieb der vom Apotheker Johannes Paul Liebe (siehe auch Villa J. Paul Liebe) 1866 in Dresden gegründeten Firma für diätetische und pharmazeutische Präparate J. Paul Liebe, Dresden eingerichtet worden und wurde 1905 selbständig. Liebe führte die Firma, in der u. a. Hustensäfte, Salben und Stärkungsmittel produziert wurden, bis 1948, als er aufgrund der Beneš-Dekrete enteignet und vertrieben wurde.
Liebe gründete in Stuttgart-Möhringen 1948 eine Firma, mit der er 1952 das Zahncremekonzentrat Ajona Stomaticum herausbrachte. Das Unternehmen übersiedelte 1962 in das benachbarte  Leinfelden-Echterdingen. Nach dem Tod Liebes 1978 wurde es von seiner Witwe geführt.
Seit 2004 wird das Unternehmen unter dem Firmennamen Dr. Rudolf Liebe Nachfolger GmbH & Co. KG von einem nicht der Familie zugehörigen Geschäftsführer geleitet. Neben Ajona werden auch die Schwesterprodukte Aminomed und Pearls & Dents hergestellt.

## Schriften
- Über die Haemophilie und über ihre Beziehungen zur Zahnheilkunde. Diss., Breslau 1921. Weis, Leipzig 1923.
- Über Farbstoffe aus Methylenbasen der Chinolinreihe, 1925, Dissertation: Dresden, Techn. Hochschule 1925